# وولچنو-بورلینسکویه
وولچنو-بورلینسکویه (به لاتین: Volchno-Burlinskoye) یک منطقهٔ مسکونی در روسیه است که در سرزمین آلتای واقع شده‌است.